# Arcte coerula
Arcte coerula là một loài bướm đêm trong họ Noctuidae.